# Ljerka Ostojić
Ljerka Ostojić (11. jun 1956), hrvatska je doktorka nauka, akademkinja, redovna profesorica Medicinskog fakulteta Sveučilišta u Mostaru i njegova rektorka u periodu od 2014. do 2017. godine. Članica je ANUBiH-a.

## Život i karijera
Diplomirala 1980. godine na Medicinskom fakultetu u Sarajevu. Specijalistički ispit iz fizikalne medicine i rehabilitacije polažila je 1991. godine u Sarajevu. Magistar biomedicine i zdravstva postala je na Prirodoslovno-matematičkom fakultet u Zagrebu. Doktorirala je 1989. godine nakon odbrane doktorske teze pod nazivom: Ultrastrukturne karakteristike endotela ductus thoracicusa pod  djelovanjem histamina na Medicinskom fakultetu Banjalučkog univerziteta.
Autor je više od trideset naučnih, stručnih i preglednih radova i koautorica dve knjiga. Bila je član  uredništva časopisa Croatian Medical Journal.
Predsednica je ogranka Matice hrvatske u Mostaru i članica Glavnog odbora Matice hrvatske.

## Spoljašnje veze
- Bibliografija CROSBI